# یس بنک
یس بنک (انگلیسی: Yes Bank) شرکت خدمات مالی و بانکداری هندی است، که در سال ۲۰۰۳ تأسیس شد.